# Ołeksandr Tymczyszyn
Ołeksandr Dmytrowycz Tymczyszyn, ukr. Олександр Дмитрович Тимчишин (ur. 29 września 1987) – ukraiński piłkarz, grający na pozycji napastnika.

## Kariera piłkarska

### Kariera klubowa
Wychowanek SDJuSzOR-4 Lwów, barwy którego bronił w juniorskich mistrzostwach Ukrainy (DJuFL). Karierę piłkarską rozpoczął 30 września 2005 w składzie drugiej drużyny Karpat Lwów. Od lata 2006 występował w amatorskim zespole Kniaża Dobromil. Na początku 2005 został piłkarzem Enerhetyka Bursztyn, a latem 2011 wyjechał do Uzbekistanu, gdzie bronił barw Navbahoru Namangan. Podczas przerwy zimowej sezonu 2011/12 powrócił do Ukrainy, gdzie zasilił skład FK Lwów, ale już w sierpniu 2012 przeszedł do gruzińskiego Dinama Batumi, w którym grał przez pół roku. Latem 2013 podpisał kontrakt z kazachskim klubem Okżetpes Kokczetaw